# Künstlerlexikon der Antike
Das Künstlerlexikon der Antike (KLA) ist ein im Rahmen des Lexikonprojektes Allgemeines Künstlerlexikon (AKL) entstandenes kunsthistorisches Lexikon. Es deckt einen Zeitraum von etwa 2650 v. Chr. bis etwa 750 n. Chr. ab und erfasst einen Großteil der derzeit namentlich bekannten bildenden Künstler, die in Europa, dem Mittelmeerraum und im Mittleren Osten tätig waren. Nicht erfasst wurden Künstler, die nur durch einen Notnamen bekannt sind, sowie Handwerker und Werkstattleiter, die Massenwaren wie Terra Sigillata-Gefäße oder Tonlampen herstellten.
Das Lexikon umfasst 3891 Stichwörter und erschien 2001 und 2004 in zwei Bänden im K. G. Saur Verlag in München und Leipzig:
- Band 1 umfasst die Buchstaben A bis K und enthält rund 1900 Künstlernamen.[1]
- Band 2 umfasst die Buchstaben L bis Z und enthält rund 1800 Künstlernamen sowie weitere 157 Nachtragsnamen zu den Buchstaben A bis K.[2]

Neben den Künstlern der klassischen Antike legten die Mitarbeiter des von Rainer Vollkommer angestoßenen und herausgegebenen Lexikons großen Wert darauf, erstmals auch alle namentlich bekannten altägyptischen Künstler in großem Stil zu erfassen. Insgesamt waren 165 Autoren aus 24 Ländern an der Erstellung des Lexikons beteiligt. Das KLA ist vollständig in der CD-ROM- und Online-Ausgabe des Allgemeinen Künstlelexikons enthalten, nicht jedoch in der gedruckten Ausgabe.
Im Jahre 2007 wurden beide Bände auch in einer preisgünstigen Variante in einem Band von der Nikol Verlagsgesellschaft mbH & Co. KG veröffentlicht. Hierbei wurden jedoch die Seiten beider Bände durchgezählt, so dass eine genaue Zitation des zweiten Bandes erschwert wurde.

## Bibliographische Angaben
- Günter Meißner (Gründer und Hrsg.): Allgemeines Künstlerlexikon. Die Bildenden Künstler aller Zeiten und Völker (AKL). K. G. Saur, München / Leipzig 1991–2023, ISBN 3-598-22740-X.
- Rainer Vollkommer (Hrsg.): Künstlerlexikon der Antike. Band 1–2. K. G. Saur, München und Leipzig 2001–2004, ISBN 3-598-11412-5
  - Neuauflage in einem Band: Künstlerlexikon der Antike. Über 3800 Künstler aus drei Jahrtausenden. Nikol, Hamburg 2007, ISBN 978-3-937872-53-7.